# Нарийн теел
Нарийн Теел (монг. Нарийнтээл) — сомон Уверхангайського аймаку, Монголія. Площа 2,7 тис. км², населення 4,3 тис. Центр сомону селище Цагаан овоо лежить за 556 км від Улан-Батора, за 366 км від міста Арвайхера.

## Клімат
Клімат різко континентальний, щорічні опади 200—300 мм, середня температура січня −20°—25°С, середня температура липня +18°—20°С.

## Корисні копалини
Багато мінеральних джерел. Є прояви будівельної сировини, кольорових металів, вугілля.

## Тваринний світ
Водяться вовки, лисиці, манули, аргалі, дикі кози, рисі, борсуки, тхори.

## Соціальна сфера
Є школа, лікарня, сфера обслуговування.